# 淝南站
淝南站位于中华人民共和国安徽省合肥市包河区高铁路与徽州大道交叉口西侧地下，是合肥轨道交通4号线的地铁车站，工程站名潜口路站。

## 车站结构
淝南站位于潜口路与凌大塘路之间，沿高铁路东西向布置，车站为地下两层单柱双跨岛式站台，站台宽度11m，设4个出入口（其中西北侧C出入口预留），2组风亭，1座冷却塔。